# Port lotniczy Królewiec
Port lotniczy Królewiec – główny port lotniczy obwodu królewieckiego. Położony jest koło wsi Chrabrowo, 24 km na północ od miasta.

## Historia
Powstał w 1922 jako niemieckie lotnisko wojskowe, po II wojnie światowej otwarte ponownie dla ruchu w 1945, w 1962 udostępnione dla ruchu pasażerskiego, od 1986 międzynarodowe. 
Lotnisko pełni też rolę bazy lotniczej 398 Wydzielonej Eskadry Transportowej Floty Bałtyckiej (samoloty An-2, An-12, An-24, An-26, Be-12 oraz helikoptery Mi-8). Stacjonują też na nim samoloty Federalnej Służby Bezpieczeństwa, Ministerstwa Sytuacji Nadzwyczajnych oraz Ministerstwa Obrony Narodowej.

## Kierunki lotów i linie lotnicze
| Linia lotnicza        | Kierunek                                                                                        |
| --------------------- | ----------------------------------------------------------------------------------------------- |
| Aerofłot              | 1. Moskwa-Szeremietiewo                                                                         |
| AZIMUT                | 1. Mineralne Wody 2. Psków                                                                      |
| Belavia               | 1. Mińsk                                                                                        |
| IFly                  | 1. Moskwa-Wnukowo                                                                               |
| Ikar                  | 1. Iwanowo 2. Perm                                                                              |
| Nordwind Airlines     | 1. Kazań 2. Moskwa-Szeremietiewo 3. Niżny Nowogród 4. Sankt Petersburg 5. Samara                |
| Pobeda                | 1. Moskwa-Szeremietiewo 2. Moskwa-Wnukowo 3. Sankt Petersburg Sezonowo: 1. Jekaterynburg        |
| Rossija               | 1. Moskwa-Szeremietiewo 2. Sankt Petersburg                                                     |
| S7 Airlines           | 1. Moskwa-Domodiedowo 2. Nowosybirsk                                                            |
| Severstal Air Company | 1. Czerepowiec 2. Pietrozawodsk                                                                 |
| Smartavia             | 1. Czelabińsk 2. Moskwa-Szeremietiewo 3. Sankt Petersburg Sezonowo: 1. Archangielsk 2. Murmańsk |
| Southwind Airlines    | Sezonowe czartery: 1. Antalya (powrót od 26 kwietnia 2024)                                      |
| Ural Airlines         | 1. Moskwa-Domodiedowo 2. Petersburg 3. Jekaterynburg                                            |

## Skomunikowanie z miastem
Do portu lotniczego z centrum Królewca kursuje autobus nr 144.